# Modello grafico
Un modello grafico o modello grafico probabilistico (probabilistic graphical model, PGM) o modello strutturale probabilistico è un modello probabilistico per il quale un grafo esprime la struttura di dipendenza condizionata fra variabili casuali. Tali modelli sono comunemente utilizzati in teoria della probabilità, statistica - soprattutto in statistica Bayesiana - e nell'apprendimento automatico.

## Tipi di modelli grafici
Generalmente, un modello grafico probabilistico usa una rappresentazione a grafo come base per codificare una distribuzione su uno spazio multi-dimensionale, un grafo che costituisce una rappresentazione compatta o fattorizzata di un insieme di relazioni di indipendenza valide per la specifica distribuzione. Vengono comunemente usati due modalità di rappresentazione grafica delle distribuzioni, ovvero quella delle reti bayesiane (grafi orientati) e quella dei campi casuali di Markov (grafi non orientati). Entrambe le famiglie comprendono proprietà di fattorizzazione e relazioni di indipendenza, ma si differenziano nell'insieme di relazioni di indipendenza che possono codificare e la fattorizzazione della distribuzione che essi inducono.

## Altri tipi
- Rete di dipendenze nella quale sono ammessi i cicli
- Tree-augmented classifier o TAN model
- Un factor graph è un grafo bipartito non orientato che connette variabili e fattori. Ogni fattore rappresenta una funzione definita sulle variabili alle quali è connesso. Questa è una rappresentazione utile a capire e implementare la belief propagation.
- Un clique tree o junction tree è un albero di cricche usato nell'algoritmo di inferenza per junction tree.
- Un chain graph è un grafo che può avere archi orientati e non, ma è privo di cicli orientati (quindi se si parte da qualunque nodo e ci si sposta lungo il grafo rispettando le direzioni degli archi, non si può tornare nel nodo di partenza se si è percorso un arco orientato). Sia i grafi aciclici orientati sia i grafi non orientati sono casi particolari di chain graph, che possono fornire, quindi, un modo per unificare e generalizzare le reti bayesiane e quelle markoviane.[2]
- Un ancestral graph costituisce un'ulteriore estensione, con archi orientati, bi-orientati e non-orientati.[3]
- Rete bayesiana dinamica
- Modelli random field (campi casuali):
  - un campo casuale di Markov, altrimenti noto come rete markoviana, è un modello basato su un grafo non orientato. Un modello grafico con molte sub-unità ripetute può essere rappresentato mediante plate notation.
  - un conditional random field è un modello discriminativo specificato su un grafo non orientato.
- Una restricted Boltzmann machine è un modello generativo bipartito specificato su un grafo non orientato.